# Albissola Marina
{{traducción}}

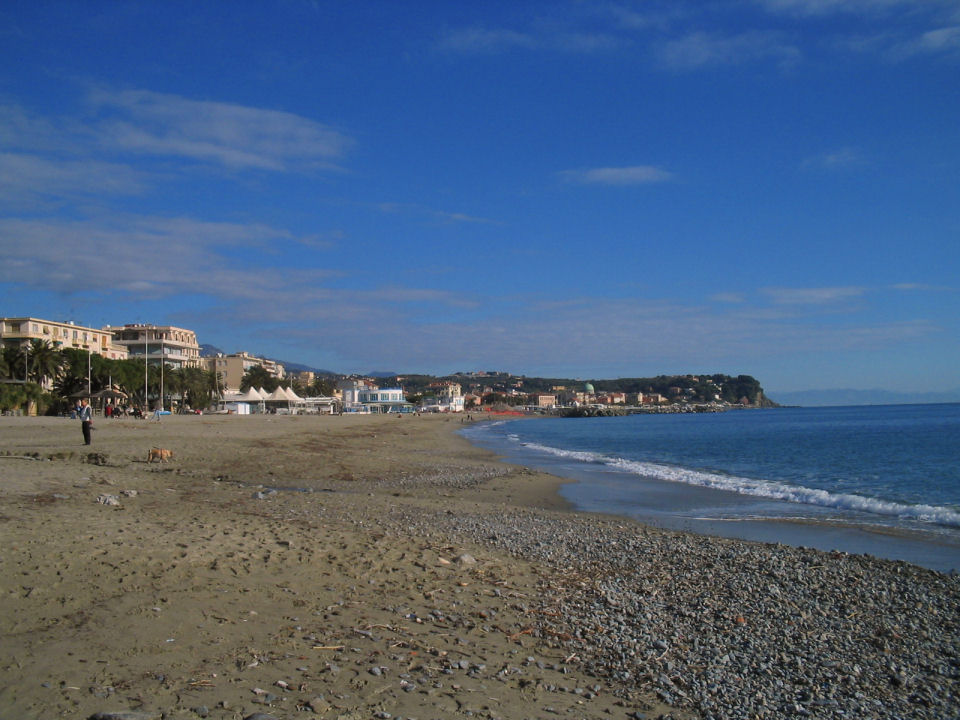
Vista panorámica de Albissola Marina

Albissola Marina es un municipio situado en el territorio de la Provincia de Savona, en Liguria (Italia). Junto a la aledaña Albisola Superiore, tuvo un desarrollo de la cerámica bastante destacado.

## Geografía física
Albissola Marina se encuentra cerca de Savona y al cercano municipio de Albisola Superiore, de la que se divide por la desembocadura del rio Sansobbia.

## Historia

### Prehistoria y época romana
Albissola Marina fue fundada por los Ligures en época prehistórica. Durante el Imperio romano adquirió relevancia gracias a la proximidad de Alba Docilia (actualmente en el municipio de Albisola Superiore), actualmente se conservan restos de unas termas cerca de la iglesia románica de San Pietro.

### Invasiones bárbaras y Edad Media
Tras las invasiones de los pueblos bárbaros, el asentamiento se dividió en dos: uno junto a la costa y otro en las primeras laderas de la colina. En la Alta Edad Media formó parte del Comitato di Vado, pasó al marquesado de Savona y en 1122 se constituyó el propio marquesado de Albisola bajo Guelfo d’Albisola, descendiente de los Aleramici. A partir de ese momento comenzaron a desarrollarse el comercio, la agricultura, la pesca y, especialmente, la industria de la cerámica, que se convertiría en sello distintivo de la zona.
A finales del siglo XII o comienzos del XIII se unificaron los núcleos en un solo municipio de Albisola, que en 1251 quedó bajo el dominio de la República de Génova, tras luchas con Savona. El 8 de mayo de 1343 los municipios de Albisola, Celle Ligure y Varazze juraron fidelidad a Génova.

### República de Génova y separación de los municipios
Bajo la República genovesa, el territorio se organizó en una podesteria (organización administrativa típica de las ciudades del norte de Italia durante la Baja Edad Media que podía aglutinar una o varias localidades cercanas) con sede en Varazze, pero con estatutos locales para cada pueblo (promulgados en 1389). No obstante, parte de la costa albissolese permaneció en los dominios de Savona hasta 1533.
Según registros de 1567, para esa época la localidad ya contaba con 13 hornos cerámicos en la zona, y la cifra aumentó hasta a 23 hornos en 1640/41, lo que nos indica que estos fueron años de importante desaroyo en dicha industria.

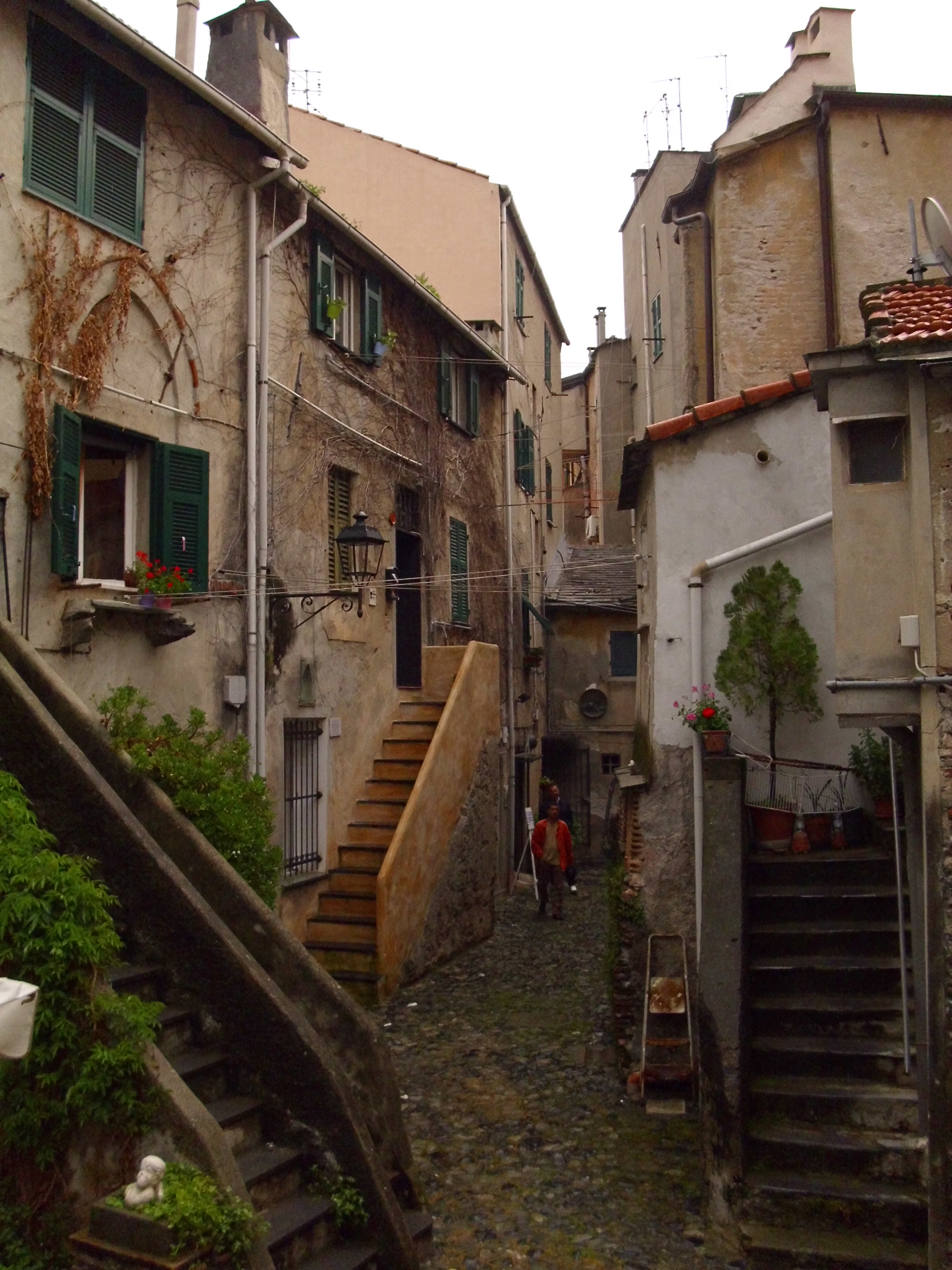
Centro histórico de Abissola Marina

En 1616 se oficializó la separación de Albissola Marina y Albisola Superiore como dos municipios distintos, tomando como límite natural el río Sansobbia. Previamente, en 1598 la parroquia local ya se había dividido. Sin embargo, los bosques comunales no se escindieron hasta 1855, casi dos siglos después.
Al igual que la vecina Albisola Superiore, Abissola Marina atrajo a importantes familias nobles genovesas (como los Durazzo, los Gentile, o los De Mari), que construyeron notables villas de verano.

### Periodo napoleónico y reintegración al Reino de Cerdeña
Con la caída de la República de Génova en 1797 y la influencia de la Revolución francesa, Albissola Marina ingresó en la República Ligur, luego en el cantón de Savona y, de 1805 a 1814, en el Departamento de Montenotte del Primer Imperio francés.
Tras el Congreso de Viena de 1814, en 1815 pasó al Reino de Cerdeña y, desde 1861, al Reino de Italia.

### Actualidad
En 2006 se propuso (sin quorum suficiente) un referéndum para fusionar Albissola Marina y Albisola Superiore en una única Albissola, que habría sumado 32,22 km² y se convertido en el tercer municipio de la provincia en población.

## Demografía
| Gráfica de evolución demográfica de Albissola Marina entre 1861 y 2001 |
|                                                                        |
| Fuente ISTAT - elaboración gráfica de Wikipedia                        |

## Monumentos y lugares de interés

### Arquitectura religiosa

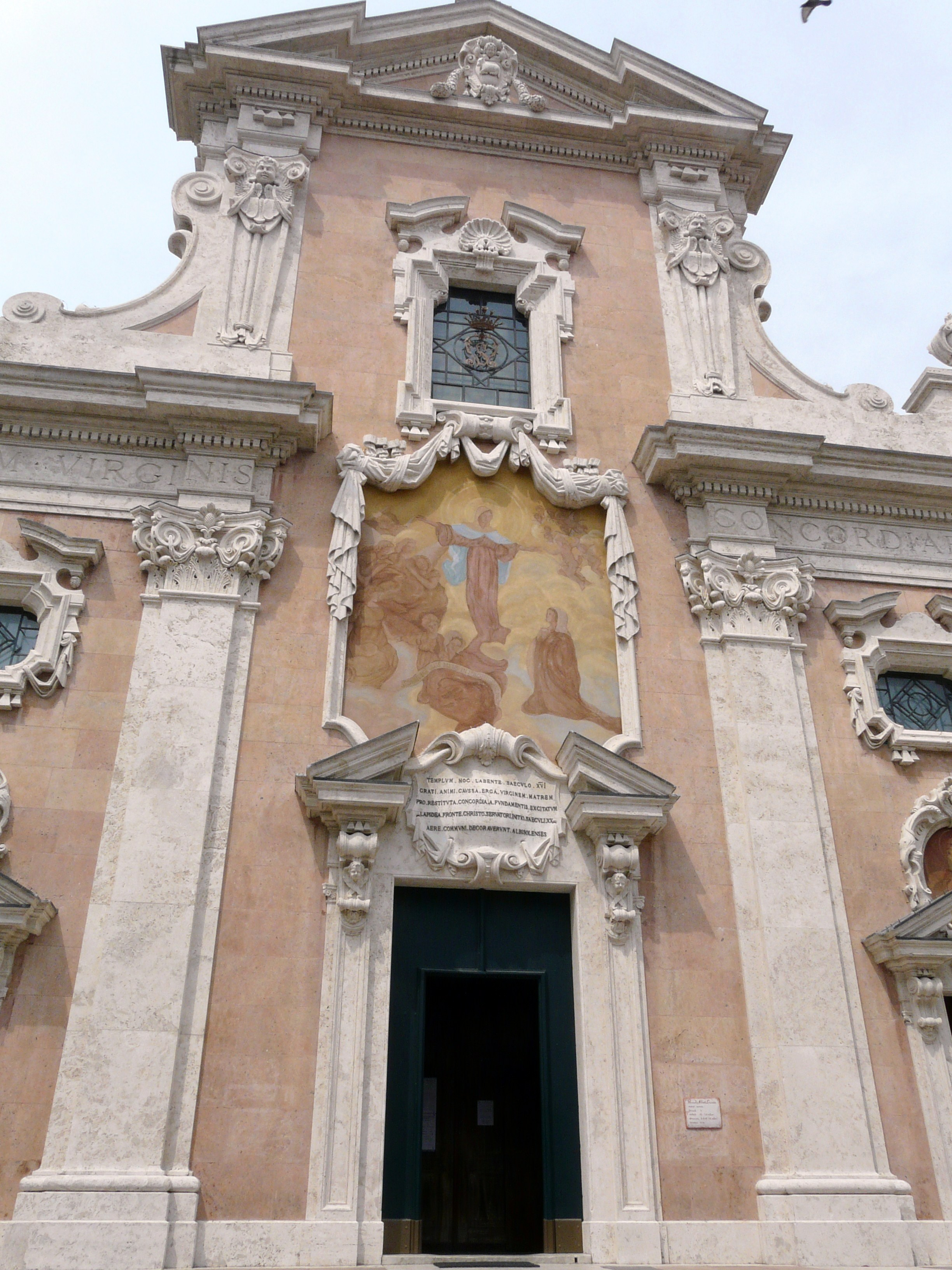
Fachada de la Iglesia parroquial de Abissola Marina,

- Iglesia parroquial de Nuestra Señora de la ConcordiaFachada de la Iglesia parroquial de Abissola Marina, Situada en el centro histórico, fue erigida a finales del siglo XVI, aunque su fachada actual data de 1903. En su interior se conservan un retablo de mayólica y esculturas del siglo XVII realizadas por Anton Maria Maragliano y Giacomo Antonio Ponsonelli.
- Oratorio de San José   Construido en 1608 en el casco antiguo, alberga valiosas pinturas y esculturas religiosas.
- Capilla de la Ciappà   Dedicada a la Virgen de la Misericordia, se encuentra junto al antiguo camino hacia Savona. Data del siglo XVII.
- Monasterio de San Benedetto di Colonega   Antigua fundación monástica, posiblemente lombarda, dependiente del monasterio de Santa Giustina de Sezzè (provincia de Alessandria). Documentado desde el siglo XII, fue demolido hacia 1932 durante la construcción de la carretera costera. Según la tradición, los monjes benedictinos iniciaron en este lugar la producción cerámica en Albissola.
- Iglesia de San Antonio Abad (restos)   Construida en 1538, fue incorporada en 1885 al recinto del castillo de San Antonio.

### Arquitectura civil
- Villa Faraggiana   Edificada en el siglo XVIII por la familia Durazzo, es propiedad del municipio de Novara desde 1961 por legado testamentario. Desde 1968 acoge un pequeño museo y abre al público en determinadas fechas. Destacan sus salas decoradas y un parque con esculturas y fuentes.
- Casa Mazzotti   Ejemplo destacado de arquitectura futurista del siglo XX.

### Otros sitios de interés

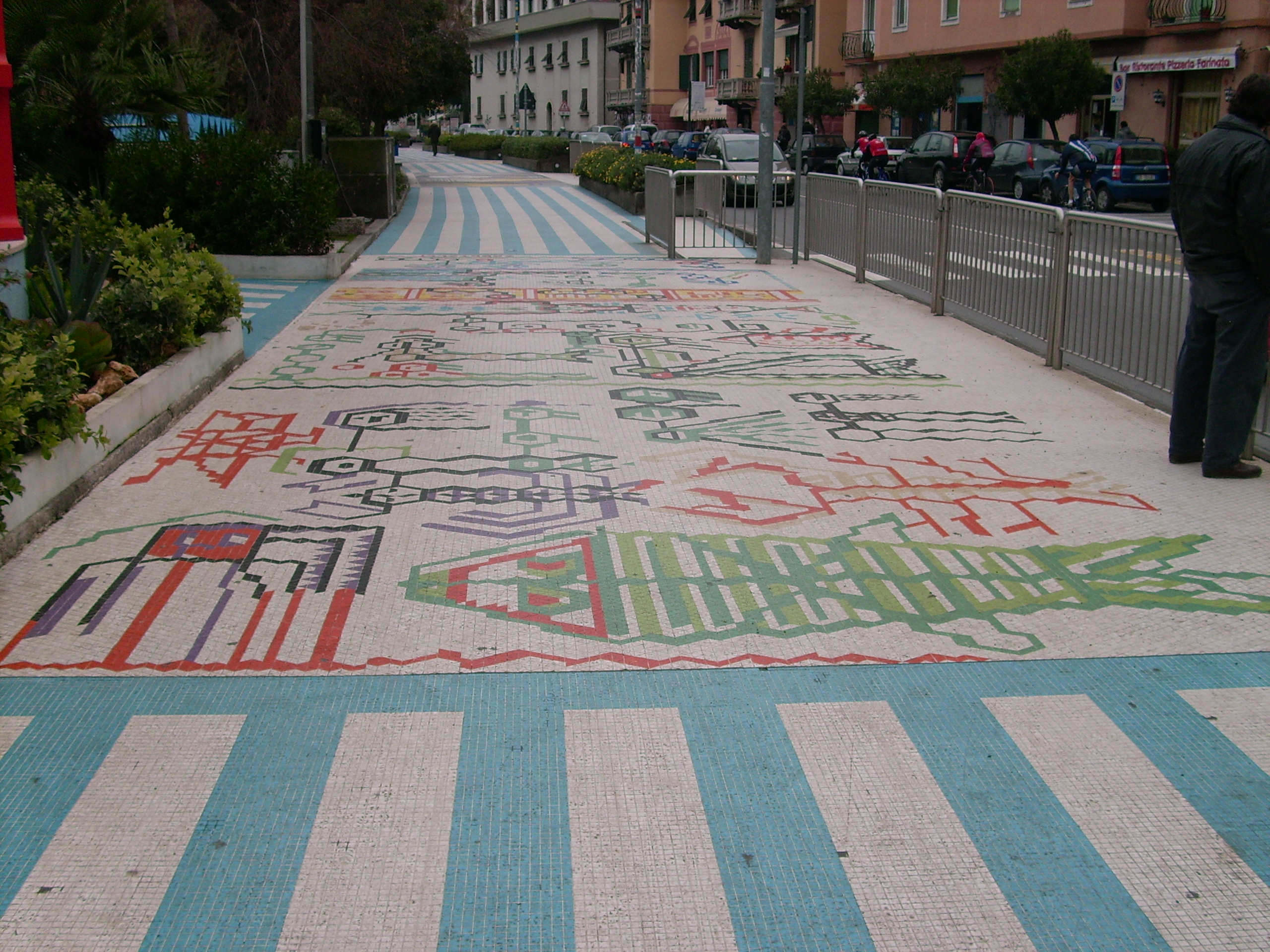
El "Lungomare degli artisti" o paseo de los artistas.

- Paseo Marítimo de los Artistas (Lungomare degli artisti)El "Lungomare degli artisti" o paseo de los artistas. Paseo costero de aproximadamente un kilómetro, decorado con mosaicos creados en 1963 por artistas italianos e internacionales como Giuseppe Capogrossi, Roberto Crippa, Agenore Fabbri, Lucio Fontana, Wifredo Lam, Eliseo Salino, Aligi Sassu y Asger Jorn. Posteriormente se añadieron nuevos paneles de mosaico y esculturas cerámicas. Entre las obras destaca el monumento A los caídos de todas las guerras (1955), de Leoncillo Leonardi.

## Cultura

### Educación

#### Museos y Museos
- Vista de la Villa Faraggiana.Museo de la Villa Faraggiana.

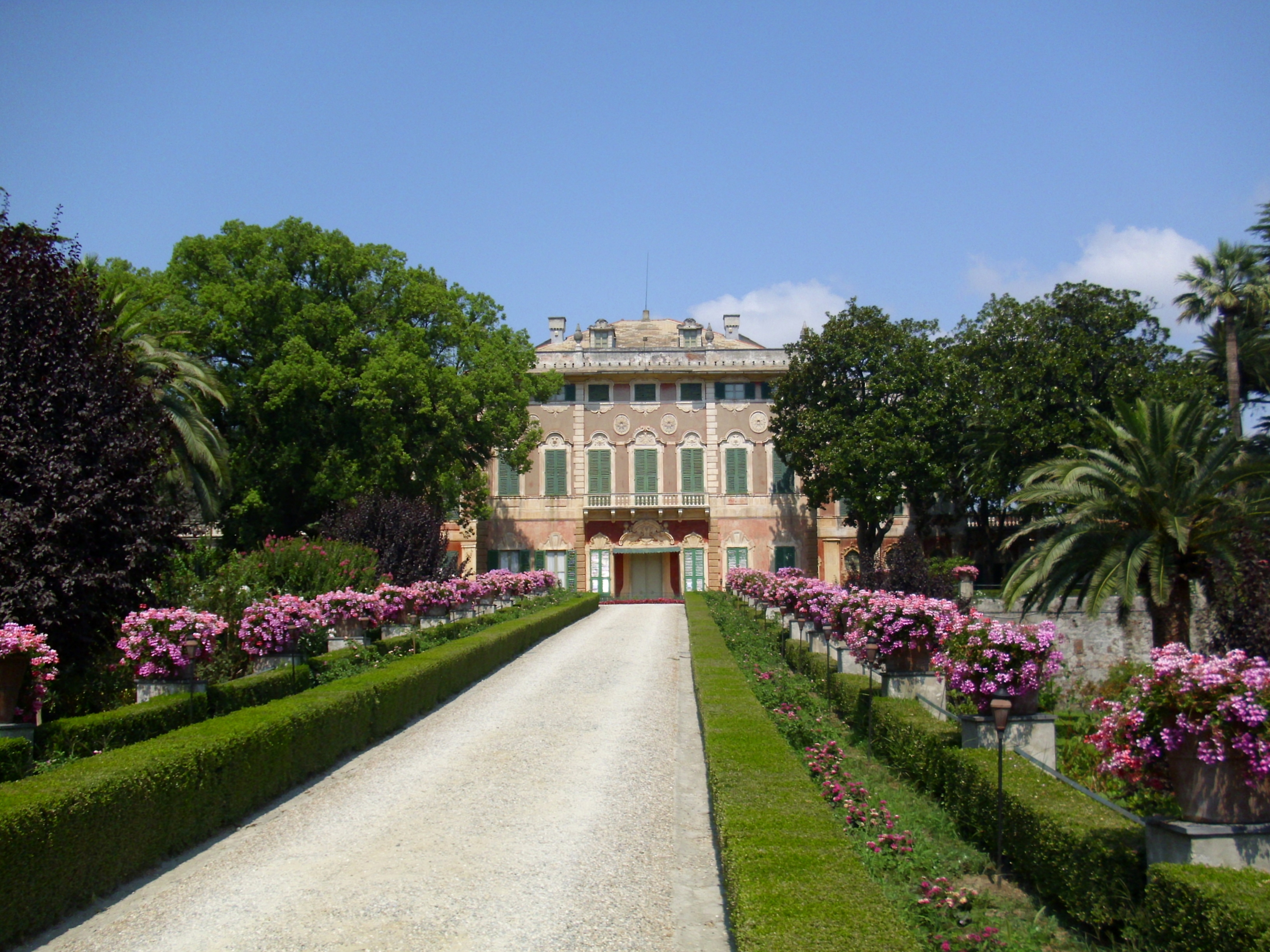
Vista de la Villa Faraggiana.

- Fábrica Casa Museo "Giuseppe Mazzotti".
- La Manufactura de San Giorgio.
- Museo de la Casa "Asger Jorn".
- Horno Alba Docilia. Un antiguo horno de 1600, utilizado hasta los años cuarenta del siglo XX y recuperado por la administración municipal para utilizarlo como espacio expositivo.
- Museo Diffuso Albisola (MUDA)

### Eventos y eventos
- Festival della Maiolica, en maggiomayo, en colaboración con los municipios de Albisola Superiore, Savona y Celle Ligure.

## Otros proyectos
- Wikimedia Commons tiene medios relacionados con Albissola Marina
- Wikivoyage cuenta con información turística relacionada con Albissola Marina